# Gabi Zanotti
Gabriela Maria Zanotti Demoner (sinh ngày 28 tháng 2 năm 1985), thường được gọi là Gabi Zanotti hoặc đơn giản là Gabi, là một cầu thủ bóng đá người Brazil đang thi đấu cho đội bóng Corinthians và đội tuyển Bóng đá nữ quốc gia Brazil. Cô cũng từng tham gia thi đấu tại giải FIFA World Cup Bóng đá nữ 2015.

## Sự nghiệp Câu lạc bộ
Trong thời gian từ 9 đến 14 tuổi, Gabi chơi cùng với mẹ Nailza trong một đội bóng đá nữ thi đấu ở cấp khu vực. Từ năm 2004 đến 2006, cô chơi cho Kindermann, có trụ sở tại Santa Catarina. Gabi sau đó chơi bóng đá đại học ở Hoa Kỳ trong khi theo học Đại học Franklin Pierce. Cô đã trải qua mùa giải 2010 chơi ở W-League Bắc Mỹ cho đội bóng Hudson Valley Quickstrike Lady Blues.
Năm 2011 Gabi chơi cho Santos, nhưng vào đầu năm 2012, ban giám đốc của Santos qyết định giải tán đội bóng nữ của câu lạc bộ, để tiết kiệm tiền sau khi trao cho nam cầu thủ Neymar một hợp đồng mới có giá trị khổng lồ. Gabi đã cùng với Maurine, Érika và một số cầu thủ Santos khác chuyển đến Trung tâm Olímpico.

## Sự nghiệp quốc tế
Vào tháng 7 năm 2013, Gabi góp mặt trong đội bóng đại diện cho Brazil tại Đại học Mùa hè 2013 ở Kazan, Nga. Cô chính thức ra mắt cho đội tuyển bóng đá nữ Brasil khi ra sân từ băng ghế dự bị trong chiến thắng 5-2 trước Mexico thuộc khuôn khổ giải đấu Torneio Internacional Cidade de São Paulo de Futebol [2009].
Cô được mệnh danh là cầu thủ dự bị cho đội tuyển Brazil tại Thế vận hội London 2012. Đầu năm 2015, Gabi được đưa vào một chương trình cư trú 18 tháng nhằm chuẩn bị cho đội tuyển quốc gia Brazil tham dự World Cup FIFA 2015 tại Canada và Thế vận hội Rio 2016. Tại World Cup, Gabi xuất hiện chỉ trong một trong bốn trận đấu của Brazil, với vai trò thi đấu trong một đội bóng có nhiều sự thay đổi trong trận đấu cuối cùng của đội với chiến thắng 1-0 trước Costa Rica.
Sau trận thua vòng hai với tỉ số 1-0 của Brazil trước Úc, Gabi vẫn ở Canada như một thành viên của đội tuyển Brazil giành huy chương vàng tại Thế vận hội Pan American 2015 ở Toronto.